# Ángel Ponz
Ángel Ponz Junyent (en catalán: Àngel Ponz i Junyent, Barcelona, 1883-Barcelona, 20 de agosto de 1936) fue un futbolista español que jugó como delantero en el Club Español (actualmente RCD Espanyol).
Aunque se sabe poco de su vida, fue uno de los futbolistas más importantes en los inicios amateurs del RCD Espanyol, siendo uno de los socios fundadores del club en 1900, y luego sirviendo al club como delantero, ganando la Copa Macaya 1902-03, que fue el primer título oficial del club, además de marcar el único gol del club en la Copa de la Coronación de 1902 (la precursora de la Copa del Rey). Desarrolló toda su carrera deportiva en el Espanyol, a excepción de los tres años en los que el club tuvo que cesar sus actividades (1906-09), siendo una de las primeras grandes figuras del club.

## Carrera como jugador
Nacido en Barcelona, Ponz fue uno de los miembros fundadores del Club Español de Fútbol en 1900. Se convirtió entonces en uno de los primeros futbolistas del recién formado Club Español, jugando como delantero y destacando por su gran velocidad. Junto a José María Soler García, formó parte de la selección española que participó en la Copa de la Coronación de 1902 (precursora de la Copa del Rey), en la que marcó el primer gol de la competición, pasando así a la historia como el autor del primer gol (no oficial) de la historia de la Copa del Rey. Sin embargo, el Club Español perdió el partido 5-1 ante el Bizcaya (una combinación de jugadores del Athletic Club y Bilbao FC). También fue el primer futbolista en marcar un gol en un derbi barcelonés entre el RCD Espanyol y el FC Barcelona.
Junto a Joaquim Escardó Salazar, Ángel Rodríguez Ruiz y Gustavo Green Córdoba, formó parte del equipo que ganó la Copa Macaya 1902-03, el primer título de la historia del club. Luego, Ponz ayudó a Español a ganar la primera edición del Campeonato de Cataluña en 1903-04. Se mantuvo fiel al club hasta 1905, cuando el Español tuvo que suspender sus actividades por falta de jugadores ya que la mayoría eran estudiantes universitarios que se matricularon para estudiar en universidades fuera de Cataluña en el curso 1905-06. La mayoría de los jugadores restantes, incluido él y el guardameta Pedro Gibert, se unieron al X Sporting Club. Junto con Pedro Gibert, los hermanos Massana (Santiago y Alfredo) y José Irízar, ayudó a X a ganar el Campeonato de Cataluña tres veces seguidas entre 1906 y 1908. El 13 de mayo de 1906, Ponz estuvo entre los jugadores que cubrieron las derrotas del FC Barcelona en un amistoso contra el Madrid FC y acabó marcando dos goles en la victoria por 5-2.
En 1909, el Espanyol fue relanzado efectivamente como Club Deportivo Español, nombre que todavía se mantiene hoy en día. Ponz jugó con el Espanyol durante tres años más, siendo miembro del gran equipo del Espanyol de la década de 1910 que tenía jugadores como Paco Bru, Emilio Sampere y los hermanos Armet (Francisco y Juan), ganando el Campeonato de Cataluña por segunda vez en 1911-12. En su última temporada en el club, jugó a menudo junto a su hermano menor Enrique Ponz.

## Carrera gerencial
En 1904, en ausencia del director técnico, Ponz y su compañero Gustavo Green fueron los encargados de dirigir los entrenamientos, por lo que también puede ser considerado uno de los primeros entrenadores del Espanyol.

## Muerte
El 20 de agosto de 1936, Ponz murió en la guerra civil española.

## Honores
RCD Espanyol
- Copa Macaya:
  - Ganadores (1) 1902–03
- Campeonato de Cataluña:
  - Ganadores (2) 1903–04, 1911–12

X Sporting Club
- Campeonato de Cataluña:
  - Ganadores (3) 1905–06, 1906–07 y 1907–08